# Jimmy Neutron: You Bet Your Life Form
Jimmy Neutron: You Bet Your Life Form is een geanimeerde film uit 2004 onder regie van Mike Gasaway. De film, ook bekend als You Bet Your Life Form en Win, Lose and Kaboom, is een televisiespecial van de televisieserie Jimmy Neutron: Wonderkind. De special is een parodie op de realitysoap, waaronder Expeditie Robinson en The Apprentice. Ook worden onder andere de spelprogramma's Rad van Fortuin en Who Wants to Be a Millionaire? in de maling genomen.

## Verhaal
Jimmy en zijn vrienden vinden een vreemde steen uit de ruimte. Als hij achterhaalt wat het bericht is van deze zekere steen, ontdekt het superintelligente kind dat de tekst In the dark, they appear without being fetched; in the light, they are lost without being stolen (In het donker verschijnen ze, in het licht verdwijnen ze) erin gegraveerd staat. Als ze op zoektocht gaan naar wat ze hier mee aan moeten, belanden ze bij een filmstudio voor een realitysoap voor aliens. De host van de televisieserie is Meldar (gastrol van Tim Allen). Hij belooft de kinderen een auto als ze het spel winnen. Als ze verliezen zal planeet Aarde vernietigd worden. Ze zullen het moeten opnemen tegen vreemde buitenaardse wezens om hun thuis te redden.
Terwijl de vrienden doen wat hun opgedragen wordt, verschijnt April (gastrol van Alyssa Milano). Ze wil Jimmy ervan overtuigen dat hij in staat is de complete show te vernietigen. Terwijl hij de opdrachten uitvoert, zal hij tegelijkertijd stiekem een resolutie moeten bedenken. Anders zullen de gevolgen niet te overzien zijn.

## Rolverdeling
| Acteur           | Personage          | Opmerkingen |
| ---------------- | ------------------ | ----------- |
| Debi Derryberry  | Jimmy Neutron      | stem        |
| Alyssa Milano    | April              | stem        |
| Carolyn Lawrence | Cindy Vortex       | stem        |
| Tim Allen        | Meldar             | stem        |
| Grey DeLisle     | Vendanna           | stem        |
| Phil LaMarr      | Bolbi Stroganovsky | stem        |